# 经济发达镇
经济发达镇是中华人民共和国进行行政管理体制改革试点的镇，将县的部分管理职责下放，推动城镇向城市转型。最初于2010年4月由中央编委批准，中央编办会同中央农办、发展改革委、公安部、民政部、财政部确定，共有29个经济发达镇。2016年12月19日，中共中央办公厅、国务院办公厅印发的《关于深入推进经济发达镇行政管理体制改革的指导意见》指出：符合法定标准、具备行政区划调整条件，且行政管理体制改革成果显著的经济发达镇可稳妥有序推进设立市辖区或县级市工作。此后中国各省政府陆续发布本省《关于深入推进经济发达镇行政管理体制改革的实施意见》，各省相继将省内符合条件的镇列为经济发达镇。
部分媒体在报道中使用了“镇级市”一词，这是对“撤镇设市”的曲解和行政区划建制的错误表述，设立所谓县辖或市辖“镇级市”的提法，是违反宪法和有关法律法规规定的。国家发展改革委、中央编办、公安部、民政部等11部委印发的《国家新型城镇化综合试点方案》（发改规划〔2014〕2960号）中，关于“选择部分有条件的地方进行撤镇设市设区试点”，指的是撤镇设立县级市、市辖区，并非设立所谓“镇级市”。

## 经济发达镇的界定
东部地区经济发达镇建成区常住人口一般在10万人左右，中部和东北地区一般在5万人左右，西部地区一般在3万人左右；常住人口城镇化率、公共财政收入等指标连续2年位居本省（自治区、直辖市）所辖乡镇前10%以内。
经济发达镇具有吸纳人口多、经济实力强、二三产业发达、城镇基础设施和公共服务设施发展较快等特征，在很多方面具备小城市的形态和规模。从其所处地域特征看，一般可分为两种情况：
- 城关镇和城区镇：多数已被纳入现有的城市规划建设范围，其行政体制改革需要与所在县（市[注 1]、区、旗）政府和城市政府统筹研究推进

- 一般意义上的“中心镇”：城镇规划建设自成体系，是县域经济新的增长极，对周边乡镇和农村辐射带动作用强，是推进改革的重点。考虑到东中西部地区情况存在一定差异，为了给各地提供指导和遵循，《指导意见》区分情况对经济发达镇明确了指导性标准（即本章节首段），由省级党委政府结合实际研究制定具体认定程序和标准，严格把关，规范审批。

## 与现有行政区及功能区的关系
经济发达镇在正式设立县级市或市辖区前仍由所在县级行政区管理。设有开发区的经济发达镇可探索镇区管理机构合一体制，实行一套班子、两块牌子，促进开发区与经济发达镇融合发展。经济发达镇将整合现有的站、所、分局力量和资源，由经济发达镇统一管理并实行综合行政执法。全面落实行政执法责任制，严格执行行政事业性收费和罚没收入收支两条线制度，规范执法程序和行为。建立健全镇政府与县直部门行政执法协调配合机制，强化监督问责。在地方机构编制限额内，赋予经济发达镇灵活用人自主权。按照事权和支出责任相适应的原则，逐步明确经济发达镇政府事权和支出责任。上级政府对下放给经济发达镇的事权，要给予相应财力支持。应由上级政府承担的支出责任，不得转移给经济发达镇政府承担。结合财税体制改革，完善与经济发达镇相关的财政分成办法。建立财政激励机制，各地可明确一定时期在基建投资以及新增财政收入返还、土地出让金等方面对经济发达镇给予支持，统筹地方政府债券资金用于经济发达镇公益性项目。有条件的地方可安排专项资金对经济发达镇给予支持。鼓励金融机构和各类社会资本在经济发达镇设立分支机构、村镇银行等新型农村金融机构，为城镇建设发展提供金融服务。

## 相关建制
- 龙港市

## 注明
1. ↑  包括县级市和地级的直筒子市

## 资料来源
1. 1 2 3  .   [2017年4月9日]. （原始内容存档于2017年4月9日）.
2. 1 2  龙港官网辟谣，我国没有“镇级市”，龙港改的是县级市 的存檔，存档日期2017-04-09.
3. ↑  .   [2017年4月9日]. （原始内容存档于2017年4月9日）.

- 维基文库：关于深入推进经济发达镇行政管理体制改革的指导意见